# Petre Mitu
Pour les articles homonymes, voir Mitu.
Pas d'image ? Cliquez ici

a Compétitions nationales et continentales officielles uniquement.

b Matchs officiels uniquement.
Dernière mise à jour le 9 juillet 2018.
Petre Mitu, né le 22 mars 1977 à Bucarest (Roumanie), est un joueur international roumain de rugby à XV. Il joue en équipe de Roumanie entre 1996 et 2009 (1,75 m pour 83 kg).
Son neveu Adrian Mitu est également international roumain de rugby à XV.

## Biographie
Mitu est capable de tirer des pénalités longues portées de 50-60 mètres.[réf. nécessaire]
Il a 41 sélections internationales avec la Roumanie (pour 339 points) et a participé à la Coupe du monde 1999.
En 2014, il est diagnostiqué comme atteint de la maladie de Charcot.Depuis il se bat contre la maladie chez lui à Montauban 

## Palmarès

### En club
- Vainqueur du Championnat de Roumanie en 1999.

### En sélection
- 41 sélections avec la Roumanie
- 14 essais, 53 pénalités, 55 transformations (339 points)
- 4 fois capitaine en 2001 et 2002
- Sélections par année : 2 en 1996, 4 en 1997, 6 en 1998, 5 en 1999, 5 en 2000, 4 en 2001, 8 en 2002, 1 en 2003, 1 en 2005, 1 en 2006 et 4 en 2009.
- Vainqueur du Championnat européen des nations en 2000, 2002 et 2006.

En coupe du monde :
- 1999 : 3 sélections (Australie, États-Unis, Irlande)